# Kujō Yoritsugu
Kujō Yoritsugu (jap. 九条 頼嗣; * 17. Dezember 1239; † 14. Oktober 1256) regierte von 1244 bis 1252 als 5. Shōgun des Kamakura-Shōgunates in Japan. Sein Vater war der 4. Shōgun Kujō Yoritsune. Seine Mutter war die Tochter von Fujiwara no Chikayoshi.
Er wurde von Hōjō Tokiyori im Alter von sechs Jahren als Shogun installiert, da sein Vater als Marionettenregent für den Clan der Hōjō zu stark wurde.